# Hermann Troppenz
Hermann Troppenz (* 22. Januar 1889 in Braunschweig; † 10. März 1964 ebenda) war ein deutscher Politiker (SPD).

## Leben und Beruf
Hermann Troppenz wurde als ältestes von sieben Kindern des Schlossers August Troppenz (* 30. September 1854 in Bahrensdorf, Amt Beeskow; † 1. Dezember 1915 in Braunschweig) und dessen Ehefrau Katharina, geb. Nolte (* 5. Oktober 1860 in Fretterode) geboren. Eines seiner Geschwister war Walter Troppenz, der als Schriftsteller, insbesondere von Science-Fiction-Romanen bekannt wurde. Nach dem Schulbesuch absolvierte Troppenz eine kaufmännische Ausbildung und arbeitete zunächst in der Verwaltung. Er war seit 1923 sozialpolitisch tätig und hatte später eine leitende Stellung bei einer Krankenversicherung inne. Nach der „Machtergreifung“ der Nationalsozialisten wurde er fristlos entlassen und verhaftet. Ab 1945 war er Leiter einer Krankenkasse.

## Partei
Troppenz war von 1919 bis 1933 sowie seit 1945 Mitglied der SPD. 1946 wurde er zum Vorsitzenden des SPD-Kreisverbandes Helmstedt gewählt.

## Abgeordneter
Troppenz war Kreistagsmitglied des Kreises Helmstedt. Dem Deutschen Bundestag gehörte er seit dessen erster Wahl von 1949 bis 1953 an. Im Parlament vertrat er den Wahlkreis Braunschweig-Land – Helmstedt.